# 單睛斑副脂䲁
單睛斑副脂䲁（學名：Paraclinus monophthalmus），為輻鰭魚綱䲁形目脂䲁科副脂䲁屬的一個種，分布於中東太平洋哥斯大黎加及巴拿馬海域，深度0至5公尺，本魚體長，吻部尖，觸鬚分佈於鼻孔、眼上方和頸背，鰓蓋骨有明顯的棘突，側線鱗36-40枚，體灰黑色，側邊有淡暗條紋，鰓蓋上有黑色斑點，背鰭有寬白緣，後半有單眼斑，臀鰭顏色深，有細白緣，尾鰭清晰，基部有黑色橫帶，背鰭硬棘28-30枚、背鰭軟條1枚、臀鰭硬棘2枚、臀鰭軟條19-21枚，體長可達8.5公分，棲息在水淺的海草生長海床，生活習性不明。